# Ramón Ocando Pérez
 Ramón Ocando Pérez OL (17 de agosto de 1899 - 21 de enero de 1995) fue el fundador del Movimiento Scout en Venezuela.

## Biografía

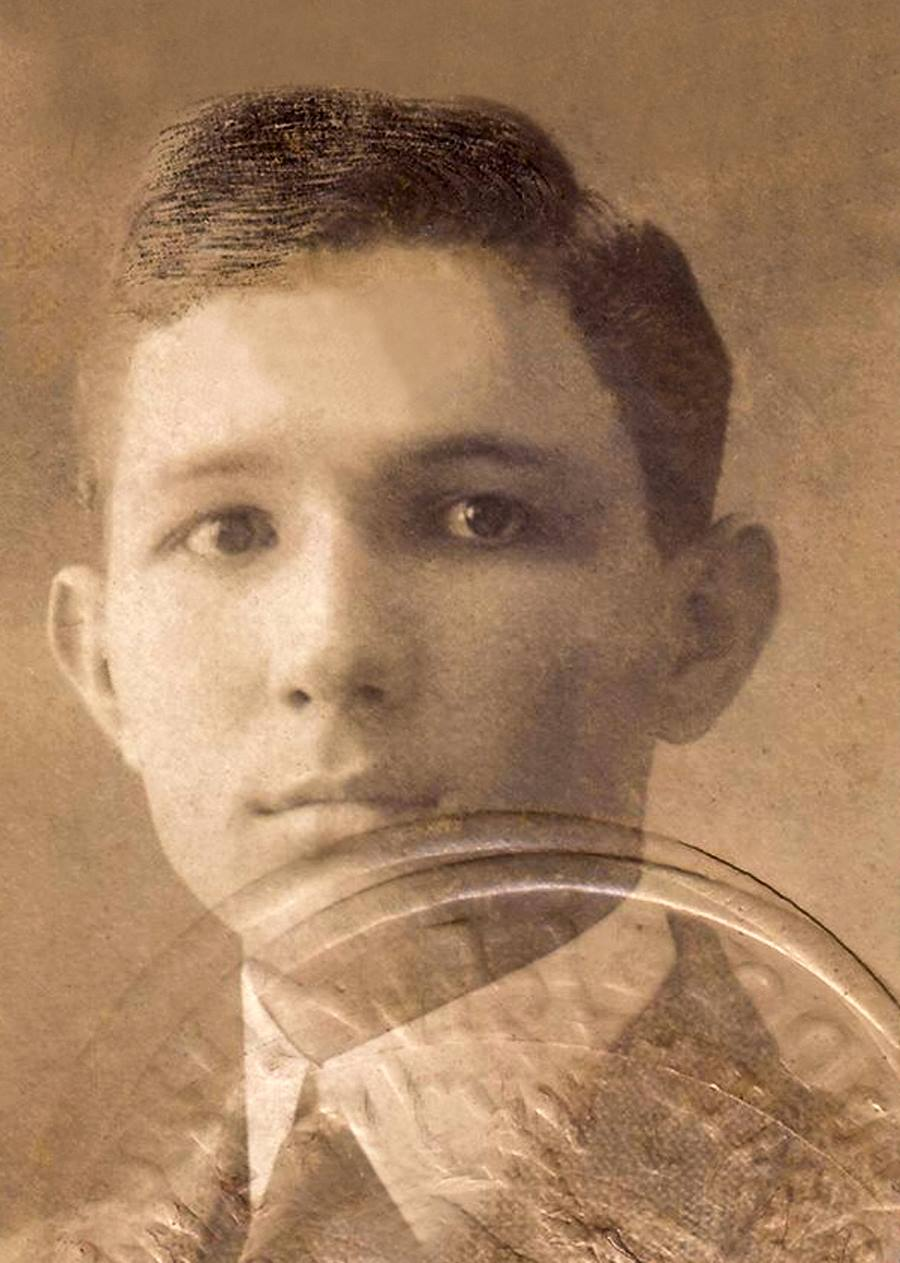

Nació en Maracaibo, Venezuela sus padres fueron Numa Pompilio Ocando Cangas y Julia Pérez Rus. Su primer contacto con los boy scout tuvo lugar alrededor en 1912, cuando en un viaje a Curaçao durante las vacaciones escolares, se hospeda en la residencia de un amigo de su padre, el Capitán Pedro Picus. De paseo camino a Punda área importante de la actual capital Willemstad, presenció por primera vez un desfile de una tropa de «padvinders» (scouts holandeses).
El 20 de enero de 1913, día de San Sebastián patrono de Maracaibo, Ramón Ocando Pérez acompañado de varios jóvenes y amigos e inspirado en el libro Escultismo para muchachos del General Baden Powell, funda la primera Patrulla de scouts venezolanos que llevó por nombre «Lobos». Este mismo día tomó su Promesa Scout ante un crucifijo que estaba sobre una mesa y dijo "Jesús mío, ante de ti voy hacer mi promesa", según sus propias declaraciones y evidenciado en CV personal redactado por él mismo en el año 1973.
Entre diciembre del año anterior y julio de 1914 rinde exámenes orales y escritos en las asignaturas de literatura castellana y su historia, química, geografía y su historia, física, alemán entre otras correspondientes al segundo año del curso de Bachillerato Filosófico.
En el año 1915 es nombrado Presidente de «The Maracaibo Boy Scout Club», hecho manifestado en carta dirigida al Diario Panorama el 17 de abril de este año. En diciembre de ese año rinde exámenes escritos y orales en las asignaturas de biología y antropología, literatura castellana e historia de la filosofía, tal como lo establece el Decreto Orgánico de la Instrucción Nacional (19-02-1914) o la llamada "Ley Guevara Rojas" llevada a cabo por Ministro de Educación Dr. Felipe Guevara Rojas.

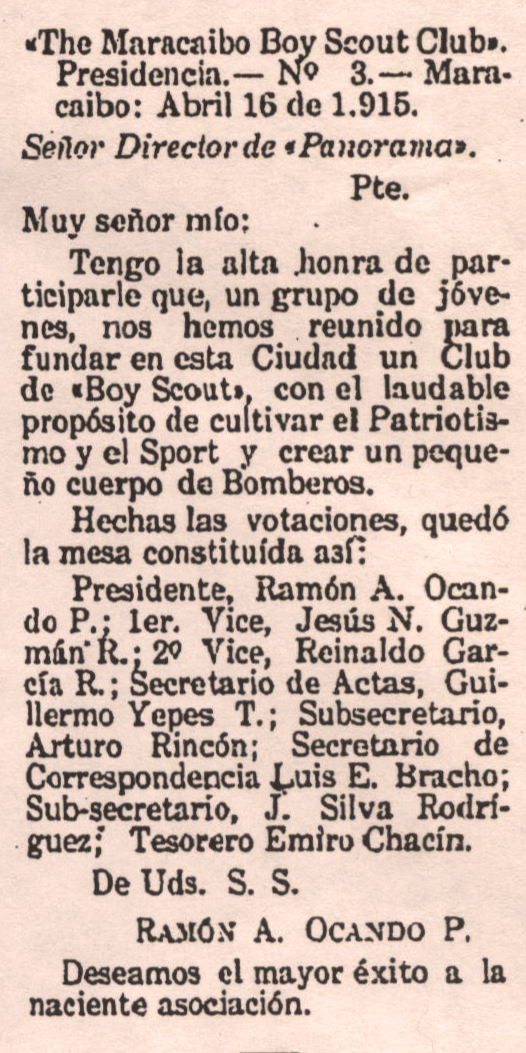

El 25 de abril de 1916 es emitida por parte del Instituto Pestalozziano una certificación de notas solicitadas por Ramón Ocando Pérez correspondientes a los tres primeros años del Curso Filosófico o Bachillerato Filosófico, un día después, el 26 de abril parte en compañía de Julio Pulgar del puerto de Maracaibo a bordo del Vapor "Zulia" de la empresa naviera Line Red "D" rumbo a Nueva York, arribando el 5 de mayo.
En el año 1917 se desempeñó como Oficial Scout de la Brigada de Boy Scouts del Zulia. Este mismo año obtiene el Título de Bachiller.
Para mediados de 1918 se desempeña como 1918 Director de la Revista The Scout, primera publicación de corte escultista en Venezuela. Así mismo, inicia estudios universitarios libres, Cátedra de Medicina en Caracas, sin embargo existen referencias que indican que estos estudios se realizaron posteriormente en 1920.
En 1924 contrae matrimonio con Josefina Baptista Rus, en la Ciudad de Caracas con quien tuvieron cuatro hijos, María Lourdes (n. 1925), Luis Enrique (n. 1928), Oswaldo José (n. 1931) y Bernardo Ramón (n. 1938).
El 28 de octubre de 1930 parte de la ciudad de Caracas en su famoso «Raid Internacional de Caracas a Bogotá en Bicicleta», como homenaje al Libertador Simón Bolívar, en el centenario de su desaparición. Esta travesía la realizó en 40 días, recorrió cerca de 2000 km atravesando los estados Miranda, Aragua, Carabobo, Yaracuy, Lara, Trujillo y Táchira hasta cruzar la frontera el 23 de noviembre llegando a Cúcuta de allí partió a Bogotá arribando el 8 de diciembre. Los relatos de este famoso raid se encuentran recopilados día a día en la bitácora que Ramón Ocando Pérez escribió la cual se encuentra en el Museo Scout Ramon Ocando Pérez en Maracaibo.

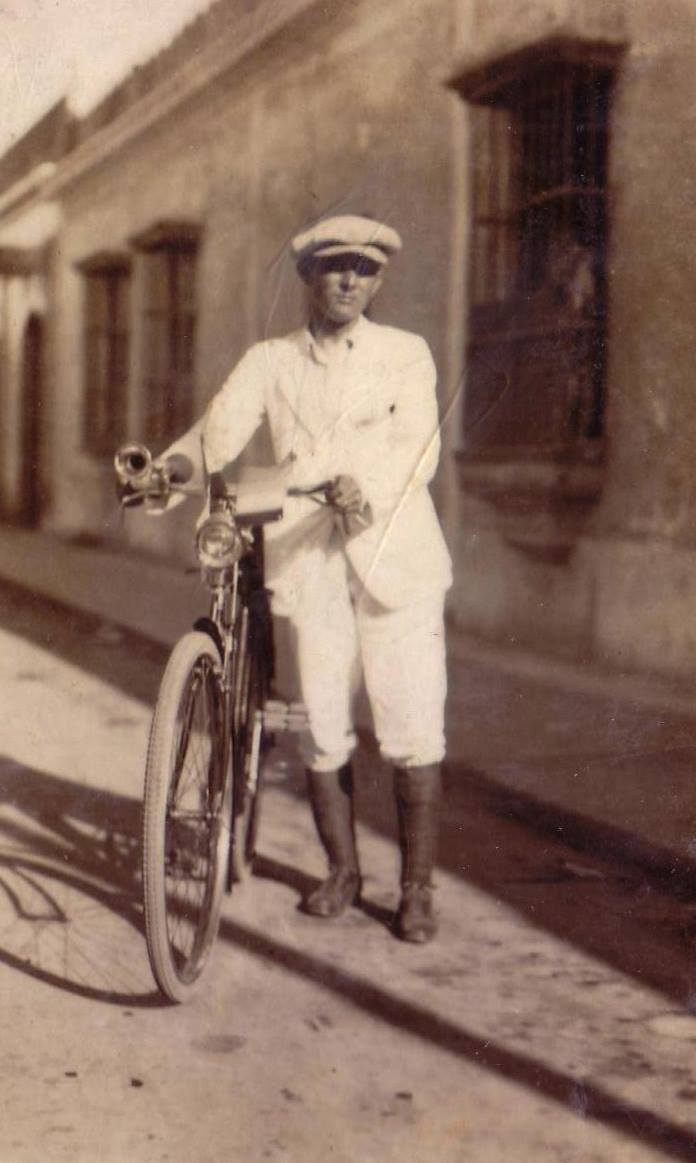

Fue un iniciador del cine sonoro en Venezuela, con la instalación de equipos especiales en el Cine Landia en Maracaibo, Estado de Zulia.
1933
Autor del proyecto presentado al Presidente de la República Juan Vicente Gómez, con un estudio sobre la Cédula de Identidad como un medio de arbitrar fondos para la Cruz Roja Venezolana, y que luego fue impuesta por el Gobierno Nacional en 1936 como ingreso fiscal.
Nombrado funcionario del Ministerio de Fomento en la Dirección de Minas e Hidrocarburos.
1936
Nombrado funcionario del Ministerio de Obras Públicas, en la Secretaría del Ministro.
Designado Delegado por el estado Zulia ante la Asamblea Nacional a celebrarse en Caracas a partir de noviembre de este año y se prolonga hasta febrero de 1937 en la cual se culmina la etapa de definición de los estatutos de la naciente Federación de Boy Scouts (exploradores) de Venezuela.
1939
Fue Promotor y Gerente de la Compañía "Cadette", primera empresa de transporte de pasajeros con autobuses de lujo, en las rutas Caracas-Maracaibo y Caracas-San Cristóbal.
1944
Trabaja como Jefe del Departamento de Representaciones, en la Casa Prosperi, Caracas.
Se desempeña como Comisionado de Propaganda de la Federación de Boy Scouts de Venezuela.
1945
En el campo laboral, trabaja en la creación e Instalación de "La Casa de los Tornillos" en Caracas.
Se desempeña como Comisionado Federal de Relaciones Públicas de la Federación de Boy Scouts de Venezuela y co-fundador de la Tienda Scout Nacional.
En 1946, es designado miembro de la delegación scout a la primera Conferencia Interamericana de Escultismo, en Bogotá, Colombia y ocho años después asume tanto la Dirección Ejecutiva de la Oficina Nacional de los Scouts de Venezuela, en Caracas, como la Dirección General del Primer Jamboree Nacional Scout, realizado en el Fuerte «Conejo Blanco», en la capital de la República.
En 1956, realiza el curso Insignia de Madera en Tropa Scout.
En el año 1961 conforma la directiva de la naciente Federación Espirita Venezolana (se constituyó en la entidad representativa del movimiento espirita nacional ante la Confederación Espirita Panamericana) fundada en Maracaibo en compañía de Manuel Matos Romero, Pedro René Barboza y Pedro Alciro Barboza de la Torre y en la cual se desempeña como director. En este mismo año funda la Asociación de Antiguos Scout de Venezuela desempeñando el cargo de presidente.
En 1963 preside la Delegación de Venezuela al Congreso de Antiguos Scouts y Guías, en Roma, Italia. Participó como jefe de la delegación scout venezolana al Jamboree en Maratón, Grecia y preside la Delegación Nacional al Congreso Mundial Scout en Rodas, Grecia. Este mismo año (1963), es declarado Fundador del Movimiento Scout en Venezuela por el Consejo Nacional, luego de una exhaustiva investigación por parte de la Corte de Honor según circular número 30 de fecha 26 de julio de 1963.

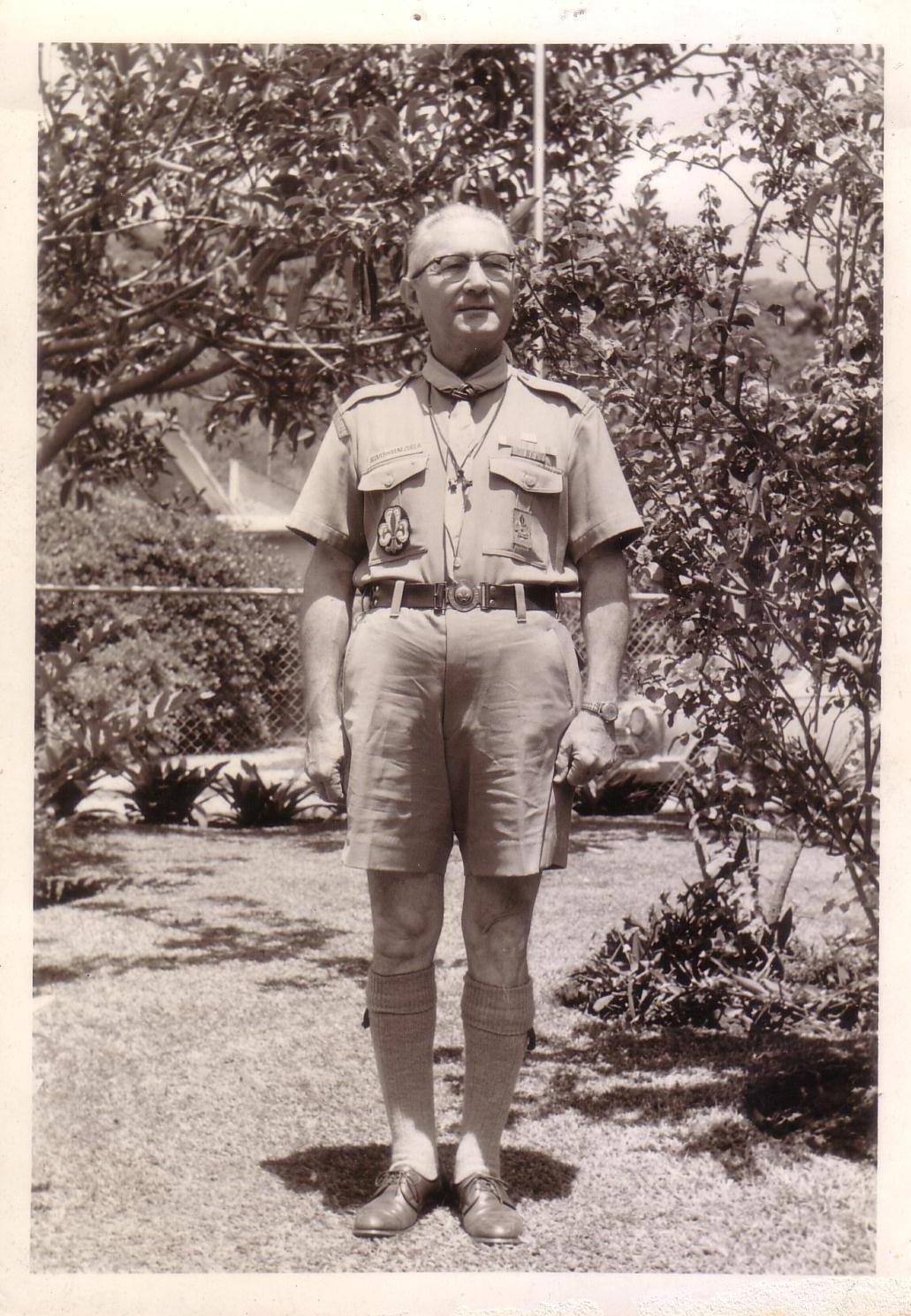

En 1967 fallece su esposa; es invitado especial al Jamboree Mundial Scout, en Idaho, Estados Unidos y participa como miembro de la Delegación de Venezuela al Congreso Mundial Scout reunido en Seattle, Washington, Estados Unidos. Dos años después asiste al Congreso Scout Mundial reunido en Helsinki, Finlandia. Contrajo matrimonio por segunda vez con Ana Rojas en 1971, en Maracaibo. Al año siguiente es miembro de la Delegación de Venezuela a la VIII Conferencia Interamericana de Escultismo en Lima, Perú.
En 1973, toma parte en el 60.º aniversario de la Asociación de Scouts de Venezuela; asiste a la sesión solemne especial de la Asamblea Nacional en Maracaibo y el cierre del Campamento Nacional de Patrullas Canapas, celebrado en Valencia, actos a los que asistió como Fundador del Movimiento Scout Nacional.
En enero de 1974 recibe el diploma como Funcionario de Carrera por parte de la Oficina Central de Personal de la Presidencia de la República. Este mismo año obtiene el título de Soberano Gran Inspector General de la Orden, Grado 33. A lo largo de su vida dentro de la Masonería desempeño múltiples cargos entre estos están: dentro de la Logia: Secretario, Orador Fiscal y Venerable Maestro; en Capítulo: Vigilante, Orador y Presidente; en Kadosch: Experto; y en el Tribunal de Grandes Inquisidores Comendadores Grado 31: Gran Juez Presidente.
En 1975, el Rotary Club de Maracaibo crea el «Rotaract Club Ramón Ocando Pérez», como reconocimiento a su labor por la juventud y como fundador del movimiento scout en Venezuela. Así mismo, le confiere Placa de Reconocimiento por su labor desarrollada a favor de la juventud Venezolana.
Falleció el 21 de enero de 1995 a los 95 años en Palo Negro, estado Aragua.
Luego de dos años de gestiones legales y con la autorización de su hijo menor Bernardo Ocando, Ramón Ocando Pérez fue exhumado y su cuerpo incinerado el 27 de julio de 2015 y luego de varios homenajes sus cenizas fueron trasladadas a la Basílica de Nuestra Señora de Chiquinquirá en Maracaibo.

## Contribución a la Masonería

#### En Logia.
- Semblanza de Andrés Bello.

- Semblanza de Miranda.
- Semblanza de Sucre.
- Mahatma Gandhi, filósofo.
- Mensaje fraternal.
- Charla sobre instrucción.
- Coloquio entre amigos o semblanza de Jesús Enrique Lozada.
- Valores de la Masonería Universal.
- Epopeya Bolivariana y la Institución Masónica.
- Leyenda de Hiram.
- Misión de la Masonería en la comunidad.
- Bosquejo histórico del 19 de abril.
- ¿Qué es el escultismo?

#### En Capítulo.
- Espíritu y materia de la creación.
- Desarrollo biológico de la célula embrionaria.
- Sexo y vida: procreación.
- Estudio sexológico: la mujer frígida.
- Meditación y silencio.
- Estudio sobre la conciencia.
- Planificación familiar.
- Contestación a la pregunta: ¿Qué contenía la cabeza o célula del zoospermo, que eyaculado por el padre del Libertador Simón Bolívar o por el sabio Don Andrés Bello, engendrara tales súper hombres?

## Obras Publicadas
"Procreación Voluntaria" (Libro de Sexología), 1945.[cita requerida]

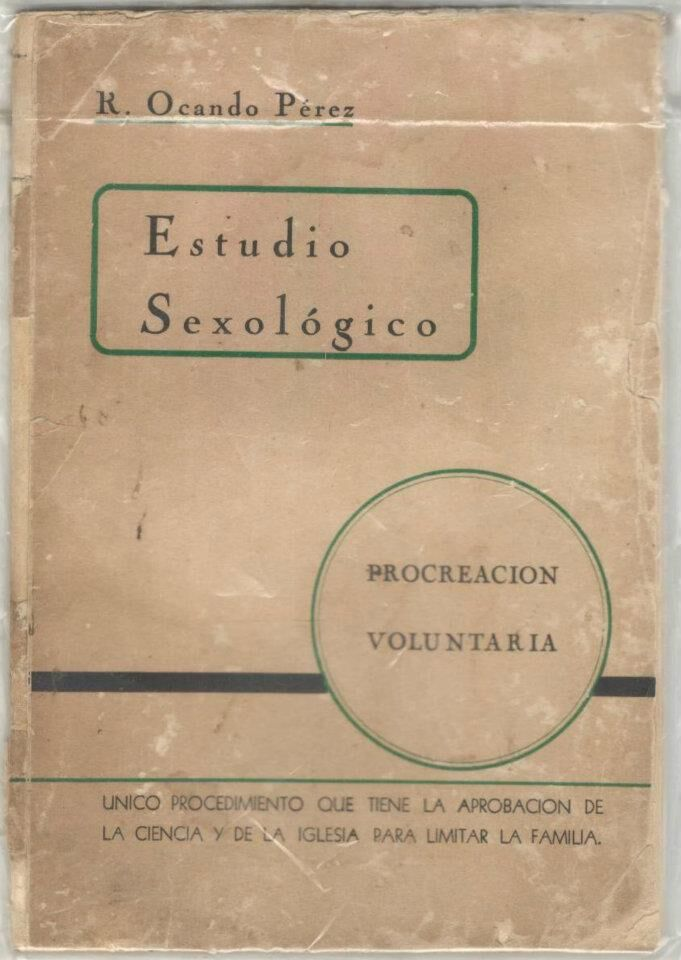
no

"Hijos a Voluntad" (Libro de Sexología), 1968.[cita requerida]

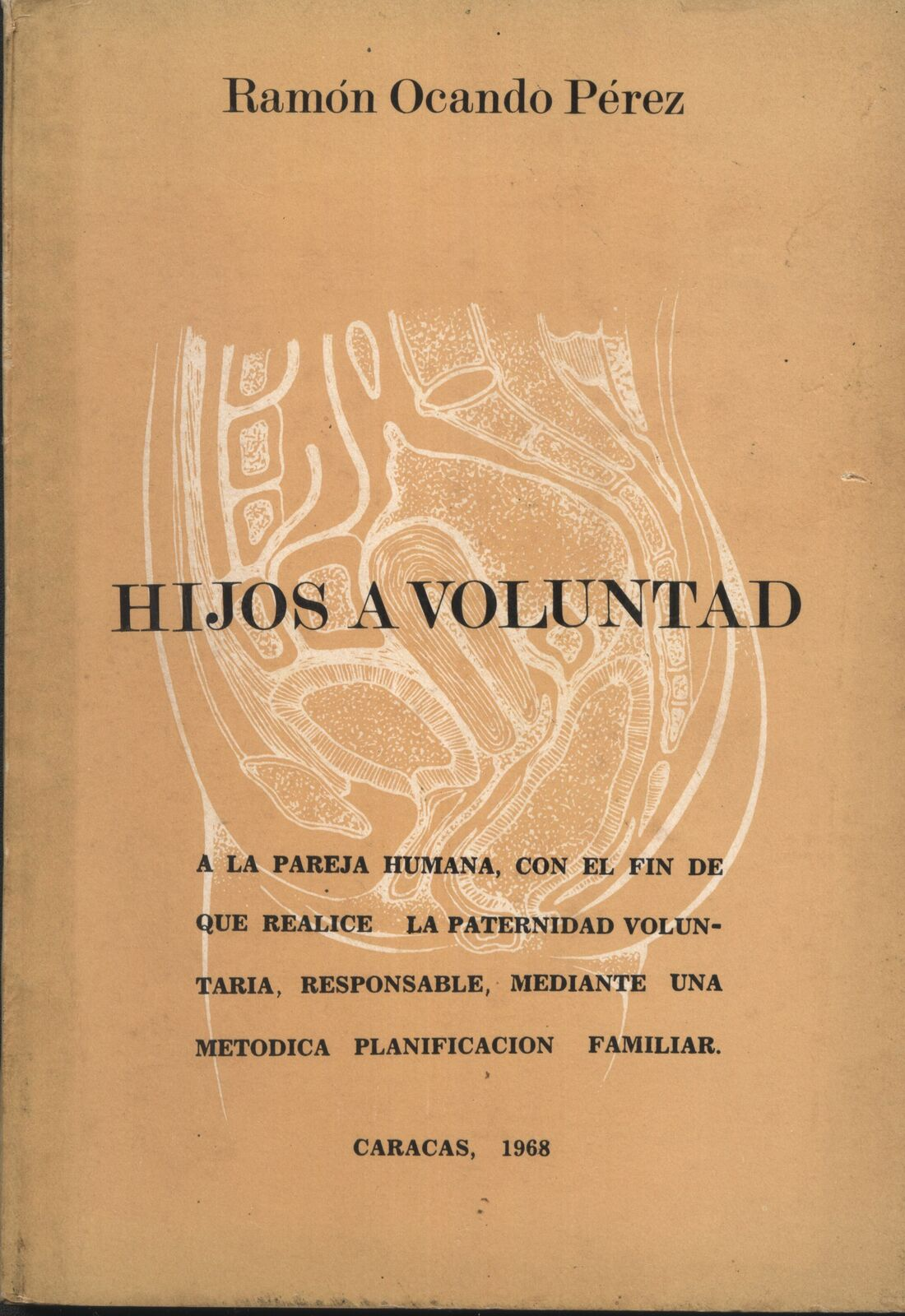
no

## Reconocimientos
- Medalla de Oro al Mérito, Asamblea Nacional Scout, Maracaibo 1942.
- Condecoración Orden Caballo de Plata, Asamblea Nacional Scout, Caracas 1947.
- Placa al Mérito, Creole Petroleum Corporatión, Maracaibo 1950.
- Condecoración Orden Cóndor de los Andes, Segunda Clase, Scouts de Chile 1959.
- Condecoración Orden Francisco de Miranda, Segunda Clase, Caracas 1960.
- Condecoración Silver World Award, Boy Scouts of America, 1972.
- Condecoración Orden del Libertador, Grado de Caballero, Caracas 1972.
- Reconocimiento del Ministerio de Educación al designar un centro escolar en Nueva Cabimas, estado Zulia, con el nombre de «Escuela Ramón Ocando Pérez» en 1973.
- Condecoración Orden Ciudad de Maracaibo en su Primera Clase, Consejo Municipal de Maracaibo 1978.
- Develación del busto e inauguración de la plaza en su honor, por el Grupo Scout San Sebastián Nº 1, en el 70º aniversario de su fundación y de la fundación del Escultismo Venezolano en 1983.[cita requerida]
- Condecoración Orden Francisco de Miranda, Primera Clase, Caracas 1983.
- Condecoración Orden Ciudad de Maracay, Primera Clase, 2015 (post mortem).